# 毛利広政
毛利 広政（もうり ひろまさ、貞享4年（1687年） - 享保18年3月27日（1733年5月10日））は、長州藩一門家老である右田毛利家の5代当主。
父は吉敷毛利家の毛利就直。養父は毛利就信。正室は厚狭毛利家の毛利就久の娘。子は毛利広信、毛利広定室。通称は八十郎、長之助、久之丞、山城。

## 生涯
貞享4年（1687年）、一門吉敷毛利就直の四男として生まれる。元禄17年（1704年）、4代藩主毛利吉広の命で、伯父の右田毛利就信の遺跡を相続、のち吉広より偏諱を受けて広政と名乗る。宝永7年（1710年）、国許加判役（家老）となる。
正徳2年（1712年）、悪化した藩財政再建を任されていた、当職（国家老・執政）志道就晴（しじ なりはる、志道元保の子孫）、当役志道就保（- なりやす、椙杜就保とも、就晴と同じく志道氏出身、宍戸広周の義父）が不正により、藩財政を更に悪化させていることを、5代藩主毛利吉元に直諫して罷免させる。正徳3年（1713年）からの藩倹約令では率先して倹約に努め、藩の財政再建にあたった。正徳4年（1714年）、江戸加判役となる。享保4年（1719年）に藩校明倫館の開設にあたる。
正徳5年（1715年）、万役山事件が発生し、長州藩と支藩徳山藩が対立すると、清末藩主毛利元平とともに徳山藩主毛利元次を説得するも、不調に終わった。享保5年（1720年）、国許加判役。享保9年（1724年）、当職（国家老・執政）。享保15年（1730年）、当職辞職。享保16年（1731年）、当職に再任され、凶作による被害の救済に当たる。
享保18年（1733年）3月27日死去。47歳。家督は嫡男の広信が相続した。